# Farakosius chloeae
Farakosius chloeae är en insektsart som beskrevs av Michel 1998. Farakosius chloeae ingår i släktet Farakosius och familjen fjärilsländor. Inga underarter finns listade i Catalogue of Life.